# Twedter Holz

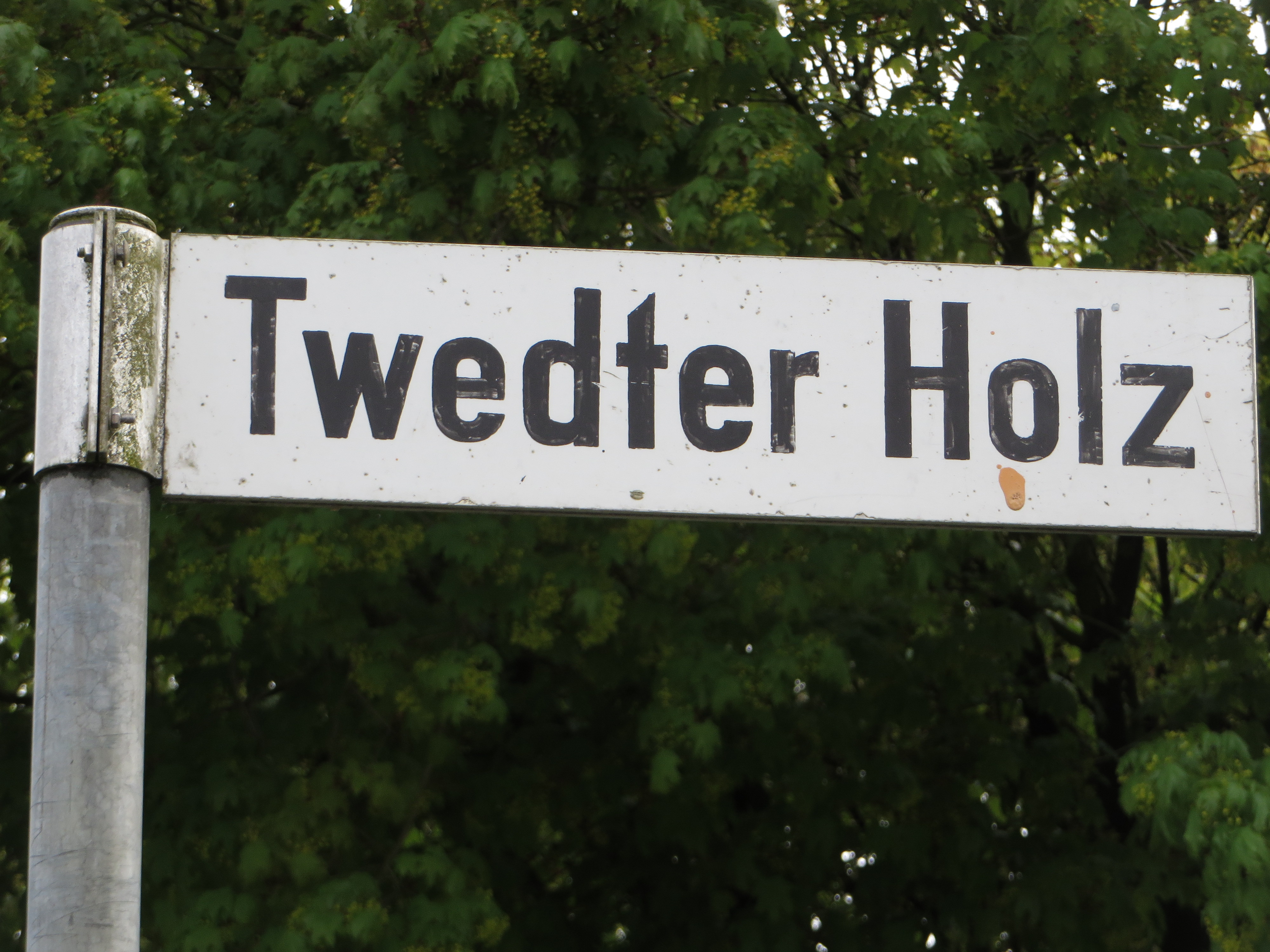
Das Straßenschild von Twedter Holz

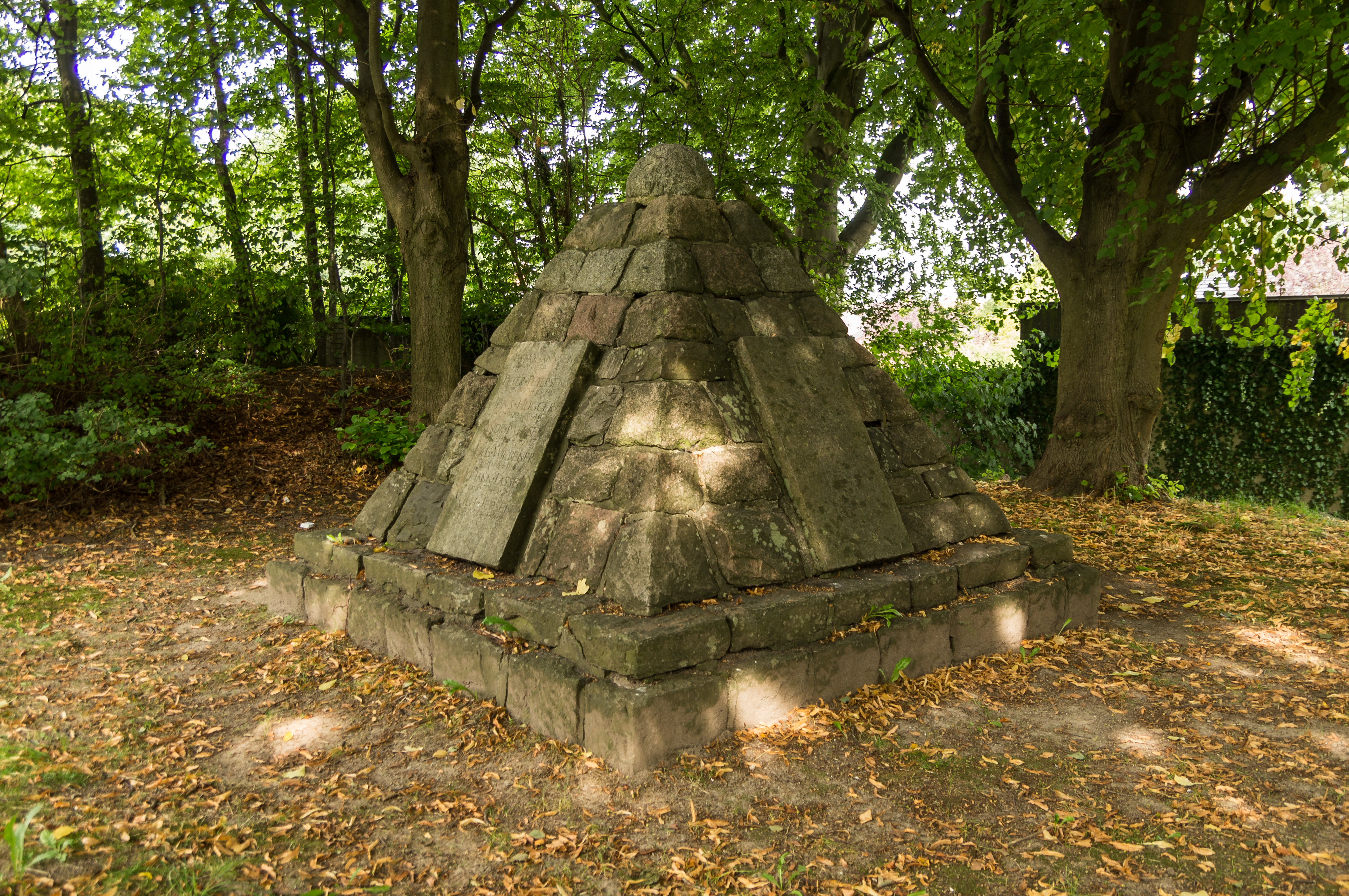
Pyramidenförmiges Denkmal für die Gefallenen der Gemeinde Twedterholz im Ersten Weltkrieg

Twedter Holz (früher auch: Twedterholz geschrieben; dänisch Tved Skov) ist ein alter Ort in der kreisfreien Stadt Flensburg, der über Jahrhunderte zu einer größeren Siedlung und Landgemeinde herangewachsen war und 1910 eingemeindet worden ist. Der ursprüngliche Bereich des Dorfes Twedter Holz wird heute als Teil des Stadtbezirks Solitüde zum Stadtteil Mürwik gerechnet.

## Ehemaliges Gemeindegebiet
Twedter Holz liegt an der Flensburger Förde. Bis 1910 grenzten im Süden Fruerlund (mit Mürwik und Klosterholz) und Engelsby sowie im Osten Twedt (mit Solitüde) an die Gemeinde. Neben dem namengebenden Straßendorf gehörte die lange von Fischern bewohnte Katengruppe Fahrensodde direkt am Wasser zur Gemeinde. Die Südgrenze wurde durch den Bach Osbek markiert. Nördlich desselben lagen ein gleichnamiger kleiner Hof Osbek und an der Mündung eine Ziegelei, die bis 1900 bestand.

## Geschichte
Twedter Holz, das seit dem 16. Jahrhundert bezeugt ist, war ursprünglich ein Katen- und Fischerdorf, das vom Bauerndorf Twedt abgelegt worden war. Der zweite Ortsnamensbestandteil „Holz“ verweist unschwer erkennbar auf ein Gehölz. Die Umgebung von Twedter Holz war offenbar damals schon stark bewaldet. Das Dorf Twedter Holz gehörte zum Kirchspiel Adelby. Einzelne Katen entwickelten sich im Laufe der Zeit zu selbständigen landwirtschaftlichen Betrieben. Zudem war die Gemeinde noch im späten 19. Jahrhundert Standort dreier Ziegeleien. Der größte Teil der Gemarkung unterstand der Verwaltung des Amtes Flensburg (Husbyharde). Doch einzelne Stellen befanden sich im Besitz der Flensburger Marienkirche, die am Wasser gelegene Katengruppe Fahrensodde gehörte dem Flensburger Hospital. Beide Einrichtungen übten bis 1853 die Zivilgerichtsbarkeit über ihre Untertanen aus, bis auch diese der Harde unterstellt wurden.
Die Annexion des Herzogtums Schleswig durch das Königreich Preußen nach dem Zweiten Krieg um Schleswig 1864 brachte einige Veränderungen mit sich. Nach den Verwaltungsreformen bildete Twedter Holz eine eigene Landgemeinde. Zu dieser zählten das Dorf Twedter Holz mit einigen Ausbauten: die direkt am Wasser gelegene Häusergruppe Fahrensodde und ganz im Südwesten der kleine Hof Osbek und die nahe demselben gelegene gleichnamige Ziegelei. Osbek wurde 1907 vom Fiskus angekauft. Auf den Ländereien errichtete man in den Folgejahren die Marineschule Mürwik, die mit dem etwas weiter südlich auf dem Gelände der Gemeinde Fruerlund gelegenen Marinestützpunkt Flensburg-Mürwik in Verbindung stand.
1910 erfolgte die Eingemeindung von Twedter Holz und seinen Nachbargemeinden Fruerlund, Engelsby und Twedt nach Flensburg. Das schön hoch über der Förde gelegene Twedter Holz entwickelte sich langsam zu einer beliebten Wohngegend. Diese Tendenz setzte sich kontinuierlich im Verlauf des gesamten 20. Jahrhunderts fort. Im Zuge der Aufrüstung der 1930er Jahre entstand nordöstlich der Marineschule die Sportschule, in welcher sich nach der Kapitulation des Deutschen Reichs 1945 die letzte geschäftsführende NS-Regierung unter Karl Dönitz aufhielt.
Nach dem Bau der Marineschule wurde diese mittels einer modernen Straße, der heutigen Mürwiker Straße (Mørviggade), und elektrischer Straßenbahn (Linie 3) an die Stadt angeschlossen. Twedter Holz blieb jedoch zunächst noch ländlich geprägt. Erst durch den Ausbau der Fördestraße (Fjordgade), an welcher zudem das Kraftfahrt-Bundesamt errichtet wurde, und des neuen Einkaufszentrums am Twedter Plack in den 1960er Jahren wurde das alte Dorf vollständig an die städtische Infrastruktur angeschlossen.

## Twedter Holz heute
Der Name Twedter Holz lebt heute nur noch in der teilweise erhaltenen alten Dorfstraße fort. Hier befinden sich noch einige ursprüngliche Gebäude, darunter auch die alte Dorfschule. Dabei blieben auch einige Reetdachhäuser erhalten, wie an anderen Stellen des Flensburger Ostufers, wie beispielsweise in Windloch oder dem benachbarten Waldeshöh.
Twedter Holz wird heutzutage zum Stadtteil Mürwik gerechnet. Das westlich von Twedter Holz gelegene Gebiet wird heute allgemein Twedter Mark genannt. Das erwähnte unterhalb von Twedter Holz zum Wasser hin liegende Gebiet wird Fahrensodde genannt. Daneben, ebenfalls unterhalb von Twedter Holz, liegt zudem die Cäcilienschlucht.